# Maison juive de Hœnheim
La maison juive de Hœnheim est un monument historique situé à Hœnheim, dans le département français du Bas-Rhin.

## Localisation
Ce bâtiment est situé au 21, rue de la République à Hœnheim.

## Historique
L'édifice fait l'objet d'une inscription au titre des monuments historiques depuis 1987.